# 宮下純一
宮下 純一（みやした じゅんいち、1983年10月17日 - ）は、日本のタレント、スポーツ解説者。元競泳選手（専門は背泳ぎ）で、北京五輪男子400mメドレーリレーの銅メダリストである。
現在は、全国ネットの番組にも出演する他、地元鹿児島県のローカルタレントとして数多くのCMや番組にも出演している。

## 経歴・人物
- 1983年10月17日、鹿児島県鹿児島市に生まれる。
- 鹿児島大学教育学部附属小学校・鹿児島大学教育学部附属中学校・鹿児島県立甲南高等学校を経て、筑波大学を卒業[1]。
- 身長183 cm、体重74 kg。
- 大学卒業後、日本の大手芸能事務所の一つであるホリプロに契約社員として入社。タレントではなく、スポーツ文化部所属であった。もっとも、泳ぎに専念できる契約となっており、出社することはほとんどなかった[2]。
- 2008年4月16日、日本選手権水泳競技大会男子100メートル背泳ぎ決勝で54秒37で2位に入り、代表選考標準タイムを突破した為、2008年北京オリンピック競泳日本代表選手に選出された。
- 2008年6月8日、ジャパンオープン2008男子50メートル背泳ぎで25秒26の日本新記録を樹立した。
- 2008年8月12日、北京オリンピック競泳男子100m背泳ぎ準決勝で、53秒69でアジア・日本新記録（当時）を樹立。なお、2009年8月現在での世界記録は、アーロン・ピアソルの51秒94である。
- 2008年8月12日、北京オリンピック競泳男子100m背泳ぎ決勝で、8位入賞。
- 2008年8月17日、北京オリンピック競泳男子メドレーリレーで、北島康介、藤井拓郎、佐藤久佳と共に、日本チームの第一泳者として銅メダルを獲得した。
- 2008年10月17日、現役引退とタレントへの転身を発表。元々の勤務先であったホリプロにタレントとして所属する。2009年、テレビ朝日「世界水泳ローマ2009」競泳の部のスタジオ解説者（競技キャスター）として出演。
- 2010年から2017年3月まで『あさイチ』（NHK総合テレビジョン）のコーナーリポーターとして出演。
- 2016年11月1日、1歳上の一般女性と結婚[3]。

## エピソード
- 幼稚園の時に、顔に水がかかるのが苦手でプール嫌いを直すため、5歳で水泳を始めたところ、小学校3年生頃から記録が伸び始めた[4][5]。
- 甲南高校3年次、体育祭の体育系部活動の対抗リレー種目「オリンピックへの道」で、選手代表として指揮台で挨拶し、その中で「次のオリンピックに行きます」と宣言。当時の校長は止めたにもかかわらず、リレーの数時間前に強行を決め、自身を含める水泳部員が「赤ふんどし」で走った。なお、その後、同リレーで、甲南高校の水泳部部長は赤ふんどしでアンカーを務めることが伝統になっている。
- 同じ競泳男子100m背泳ぎのライバルで、アテネ五輪銅メダリスト森田智己に勝つために、卒業論文では、森田の得意とするバサロ泳法について研究するなど、熱心に努力して、着実に実力をつけてきた。北京オリンピックに出場し、100m背泳ぎでは決勝に進出し、400mメドレーリレーでは日本チームの銅メダルに貢献した[5]。
- 和田アキ子と北京五輪でメダルを取れば、食事をごちそうするという約束をしていた[6]。
- 『おネエ★MANSスペシャル』（2008年10月7日放送）に出演時、植松晃士に「ドラマ主役俳優クラスのルックスと、ショーモデル並みのスタイル」と評される。
- 妻とは2011年に出会い、最初は友人を交えて食事をする間柄だったが、2015年秋から本格的な交際に発展した。妻に惹かれた部分について、「僕は焼酎を飲むんですけど、中々焼酎飲んでくれる人いない中で、最初からぼくと同じぐらい焼酎を飲んでくれたのが凄く良い印象だった」と、お互い焼酎好きだったことも大きな要因だったと明かした。結婚指輪も「結構頑張りました。給料の三ヶ月分?そうですね。頑張りました」と語っている。また、11月1日に入籍としたのは同日が「本格焼酎の日」ということにかけてである[3][7]。

## 主な出場国際大会
- 2003年 ユニバーシアード【大邱/ 韓国】
- 2005年 世界水泳選手権【モントリオール/ カナダ】
- 2006年 パンパシフィック水泳選手権【ヴィクトリア/ カナダ】
- 2006年 アジア競技大会【ドーハ/ カタール】
- 2007年 世界水泳選手権【メルボルン/ オーストラリア】
- 2008年 第29回夏季オリンピック【北京/ 中国】

## 引退後の活動

### 主な出演番組

#### テレビ
- おネエ★MANSスペシャル（日本テレビ）
- 超プレミア☆おもてなしツアー（テレビ朝日）
- ジャンクSPORTS（フジテレビ）
- ごきげんよう（フジテレビ）
- 最終警告!たけしの本当は怖い家庭の医学スペシャル（ABCテレビ）
- さんまの笑顔映像グランプリ（フジテレビ）審査員
- 情報WAVEかごしま 年末ハイライト2008（NHK鹿児島放送局）鹿児島ローカル
- ネプリーグ スペシャル（フジテレビ）
- 関口宏の東京フレンドパークII（TBS）
- 世界SMLスリーサイズ博物館（フジテレビ）
- 夢を伝えたい〜宮下純一・新たなる挑戦〜（鹿児島テレビ）鹿児島ローカル
- 関口宏の東京フレンドパークII トップアスリート対抗戦（TBS）
- おとなの学力検定スペシャル 小学校教科書クイズ!!（日本テレビ）
- クイズプレゼンバラエティー Qさま!!（テレビ朝日）
- はねるのトびら（フジテレビ）
- 秘密のケンミンSHOW（読売テレビ）
- easy sports（テレビ朝日）
- あさイチ レポーター（2010年4月 - 2017年3月、NHK総合）
- VS嵐（フジテレビ）
- 新感覚ゲーム クエスタ（NHK総合）
- 絶景・世界自然7ワンダーズ（2012年4月 - 2014年3月、BS日テレ）- ナビゲーター
- ぶらり途中下車の旅（2012年11月10日・2014年5月3日、日本テレビ）
- 海の道が結ぶ自然遺産〜屋久島・奄美大島奇跡の島々へ〜（2013年1月27日、鹿児島放送制作、テレビ朝日系列）
- テレビスポーツ教室「夏休み特別講座（3）水泳」（NHK Eテレ、2013年8月25日） - 講師
- 池上彰スペシャル（フジテレビ） - 船越英一郎とともにレギュラー
- ひるおび!（2014年4月4日 -、TBS） - 金曜隔週コメンテーター
- 趣味Do楽「仲宗根梨乃の美楽（ミラ）クール ダンス!」（NHK Eテレ、2014年3月31日 - 5月26日） - 生徒役
- サンデードラゴンズ（CBCテレビ）
- かごピタ（鹿児島讀賣テレビ、2014年10月から） - 不定期出演。ひるおび!出演週には出演しない。
- カウントダウンTOKYO 「東京MXテレビ」　レギュラー番組
- BOAT RACEライブ 〜勝利へのターン〜（2016年5月1日・11月13日・2017年1月22日、BSフジ）
- しごとの基礎英語（NHK Eテレ、2017年9月 - ）

#### ラジオ
- プレシャスサンデー「鹿児島お茶大使・宮下純一のかごしま茶チャチャ」（TBSラジオ、2015年4月5日 - ）
- なな→きゅう（文化放送、2019年4月1日 - 2021年3月22日）※パートナーとして隔週月曜に出演

### テレビドラマ
- 金田一少年の事件簿N (neo)（2014年7月 - 、日本テレビ） - 畠山高徳 役

### 映画
- 海の金魚（2010年）
- 空の境界（2013年） - 田所 役

### CM
- 永谷園
  - 『ラーメンパスタ』「こんなのあり?」篇（2008年11月 - ）
  - 『新すし太郎』シリーズ 和田アキ子と共演篇 （2009年1月19日 - ）
  - 『かまたまらーめん』「汁なし まぜめしあり」篇 （2009年4月 - ）
  - 『1杯でしじみ70個分のちから』「1年で何個分?」篇（2009年9月 - ）
  - 『カレー鍋』「おでんでね」篇（2009年9月 - ）
  - 『たまねぎのちから』（2013年9月）
- PCA - 「会計X」篇
- 鹿児島ユナイテッドFC

### その他
- 鹿児島県選挙管理委員会 選挙啓発キャラクター
- 西日本スポーツ「スポーツボートレース6」コラム（第2・4月曜掲載）
- あなたは狙われている！ちょっと待って！後悔しないために 警視庁

## 出版物

### 雑誌
- 「ザ・テレビジョン」裏表紙（2008/12/15）